# Scaptia beyonceae
Scaptia beyonceae é uma espécie de inseto díptero da família Tabanidae, habitando o nordeste de Queensland, na Austrália.
Esta mosca tem um abdómen formado por densa penugem de cor dourada, o que deu inspiração para o seu nome já que segundo os seus descobridores fazia lembra a cantora Beyoncé Knowles. 
A mosca foi encontrada numa zona do oeste de Cairns em 1981, o ano em que nasceu Beyoncé. As abelhas do género Scaptia do subgrupo plinthina, a que pertence a S. beyonceae, bebem o néctar de plantas como os eucaliptos e são muitas vezes consideradas como uma peste, mas na realidade "são muito importantes para a polinização das plantas", afirmou B. Lessard, entomólogo da Organização para a Investigação Industrial e Científica da Austrália.